# CASA III
CASA III byl španělský jednomotorový dvoumístný jednoplošník vzniklý v 20. letech 20. století. Navrhl jej Luis Sousa Peco a výroba probíhala u společnosti Construcciones Aeronáuticas SA (CASA) v Getafe nedaleko Madridu.

## Vznik a vývoj
Společnost CASA zkonstruovala letoun CASA III v roce 1929 na základě zkušeností s licenční výrobou typů jiných výrobců. Původně měl sloužit jako lehký bombardér u letecké složky námořnictva Aeronáutica Naval, ale vzhledem k nedostatečným výkonům byly vyrobené stroje nejprve užívány jako sportovní a turistické, a posléze skončily jako cvičné v námořní letecké škole v Pollense na Baleárských ostrovech.
CASA III byl vzpěrový hornoplošník (parasol) s trupem z ocelových trubek potaženým plátnem. Tandemově uspořádané kokpity dvoučlenné osádky byly nekryté. Podvozek záďového typu s širokým rozchodem hlavních kol měl na ostruze kluznou patku. Zadní křídelní nosník byl opatřen kloubem umožňujícím sklopení křídla podél trupu, což usnadňovalo hangárování a pozemní transport stroje.

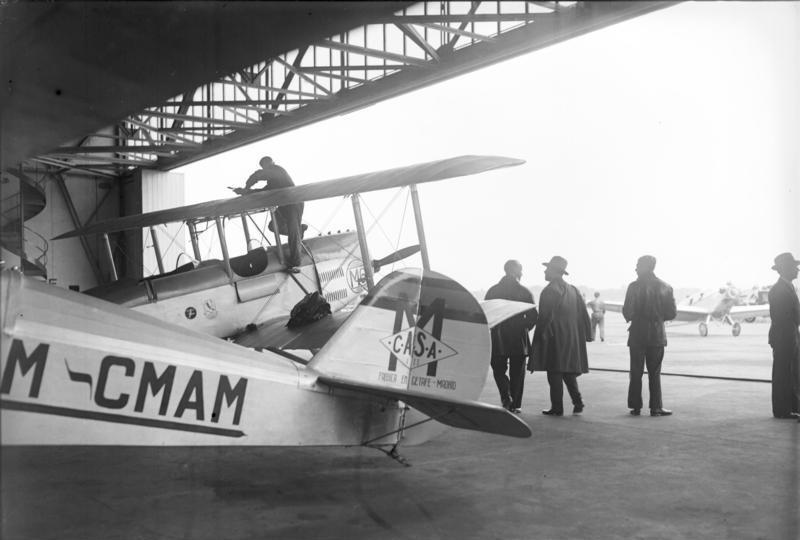
Zadní část trupu třetího vyrobeného stroje (imatrikulace M-CMAM).

První prototyp poháněný invertním čtyřválcovým řadovým motorem Cirrus III o výkonu 90 hp (67 kW), imatrikulovaný M-CAGG/EC-AGG poprvé vzlétl 2. července 1929. Již za několik týdnů se stroj zúčastnil závodu na trase mezi Madridem a Burgosem a 25. prosince 1929 se stal prvním lehkým letounem který přistál na Kanárských ostrovech. Druhý prototyp byl opatřen motorem Isotta Fraschini Asso 80A o výkonu 100 hp (75 kW), ale nebyl úspěšný. V roce 1930 byly tři CASA III přihlášeny na Challenge International de Tourisme 1930, ale soutěže se zúčastnily jen dva stroje - prototyp, který musel závod přerušit pro poruchu podvozku, a třetí vyrobený stroj, poháněný  motorem de Havilland Gipsy I (imatrikulace M-CMAM/EC-MAM), který se dostavil s takovým zpožděním, že zmeškal start, ale přesto trasu závodu absolvoval.
Celkem bylo vyrobeno devět letounů CASA III, resp. šest různých verzí s šesti různými typy motorů. Byly to řadové typy de Havilland Gipsy I,II a III, Blackburn Cirrus III, Isotta Fraschini Asso 80A/R a hvězdicové Elizalde A6 a D V, Lorraine 5P a Walter Venus.
Na přelomu 20. a 30. let firma Walter vyexportovala do republikánského Španělska dva hvězdicové sedmiválcové motory Walter Venus (jmenovitý výkon 110 k/81 kW; maximální, vzletový: 115 k/85 kW). Letoun CASA III s tímto motorem se úspěšně umístil v soutěži "Španělský okružní let". Výkonové zatížení tohoto letounu bylo 7,2 kg/k, vzletová hmotnost letounu vzrostla na 826 kg, dostup se zvýšil na 5500 m a spotřeba paliva při cestovní rychlosti 150 km/h činila ca 29 l/h.
Poslední vyrobený kus převzalo Španělské námořnictvo.

## Operační historie
Všechny zbývající letouny CASA III se zúčastnily občanské války ve stavu republikánských sil, a žádný z nich konflikt nepřežil. Z rejstříku byly odepsány EC-AGG, EC-ARA, EC-MAM, EC-RAA a EC-RRR 12. listopadu 1940.

## Uživatelé
- Španělsko
  - Aeronáutica Naval
- Španělská republika
  - Letectvo Španělské republiky

## Specifikace (verze s motorem Gipsy I)

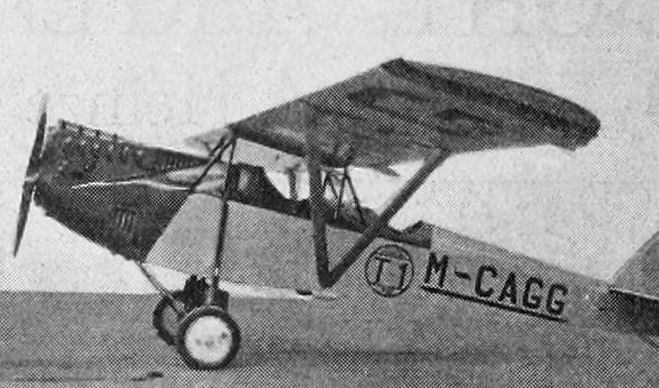
CASA III (M-CAGG)

Údaje podle

### Technické údaje
- Osádka: 2
- Délka: 7,5 m
- Rozpětí křídla: 11,6 m
- Plocha křídla:  18 m²
- Výška: 2,5 m
- Prázdná hmotnost:  480 kg
- Maximální vzletová hmotnost: 800 kg
- Pohonná jednotka: 1 × vzduchem chlazený čtyřválcový řadový invertní motor de Havilland Gipsy I pohánějící pevnou dvoulistou dřevěnou vrtuli
- Výkon pohonné jednotky: 95 hp (71 kW)

### Výkony
- Maximální rychlost:
  - 200 km/h na úrovni mořské hladiny
  - 170 km/h ve výši 2 000 m
  - 155 km/h ve výši 4 000 m
- Pádová rychlost: 68 km/h
- Přeletový dolet: 1 000 km
- Praktický dostup: 4 500 m
- Výstup do výše:
  - 1 500 m: 5 min 40 s
  - 2 500 m: 14 min 30 s
  - 3 500 m: 27 min
  - 4 500 m: 48 min
- Plošné zatížení: 44 kg/m²
- Poměr výkon/hmotnost: 0,09341 kW/kg